# Ethel Barns
Ethel Barns (Londres, 5 de desembre de 1873 - Maidenhead, Berkshire, 31 de desembre de 1948) fou una violinista, pianista i compositora anglesa.

## Primers anys de vida i carrera
Barns va néixer a Londres l'any 1874 (algunes fonts indiquen incorrectament 1880 com el seu any de naixement). El 1887, als tretze anys, Barns es va matricular a la Royal Academy of Music i va començar a prendre classes de violí amb Emile Sauret. Barns també va prendre classes de piano amb Frederick Westlake i de composició amb Ebenezer Prout.
Una de les seves primeres actuacions públiques va tenir lloc l'any 1890 al St. James's Hall de la Royal Academy en un concert al qual tocà dos moviments del Concert per a violí de Louis Spohr. El 1891, va cantar i interpretar el violí als jardins de Cadogan. Aquell mateix any va publicar una de les seves primeres obres, Romance, una peça per a violí i piano. Després de la seva graduació el 1895, Barns es va convertir en professora suplent de la Royal Academy of Music i va romandre estudiant amb Emile Sauret.
En aquests moments de la seva carrera havia demostrat ser un "músic versàtil" fent de violinista habitual, havent tocat peces de Gabriel Fauré i Martin Sarasaten i interpretant obres com un concert per a piano de Beethoven. Barns va ser molt sol·licitada i va interpretar la seva i altres obres a les sales de concerts de Londres, inclòs el Crystal Palace el 1896. També començava a publicar les seves composicions, moltes de les quals va estrenar, a través de l'editor Stanley Lucas. Aquestes primeres publicacions incloïen obres per a violí, piano i veu, com ara A Fancy i Waiting for Thee.

## Carrera i composicions
Barns es va casar amb Charles Phillips el 1899, un baríton, després d'haver-lo conegut vuit anys abans en un dels seus concerts. Va mantenir tant el seu nom com la seva carrera, cosa que no era inusual per a les dones professionals de l'època. La parella va fundar el Barns-Phillips Chamber Concert Series al Bechstein Hall, que va ser dissenyat per ajudar a promoure les composicions de Barns. Després de la seva interpretació el 1900 de la seva Sonata per a violí núm. 1 en re menor (que va quedar inèdita) a Steinway Hall, un crític va comparar la seva obra amb les d'Edvard Grieg, Anton Rubinstein i Johannes Brahms. El Concert per a violí en la major de Barns va ser publicat per Schott, el mateix any en què el va estrenar en un concert Barns-Phillips, el 1904. L'experta en Barns, Sophie Fuller, va escriure que l'obra té un "treball típicament tempestuós i líric amb harmonies de piano riques i sonores i una part solista difícil, però sempre violinística". Altres intèrprets també van interpretar composicions de Barns, com ara Joseph Joachim, que va interpretar la seva Segona Sonata així com el seu Concert per a violí, i el seu professor, Emile Sauret, que va interpretar la Fantasia de Barns.
Altres peces interpretades com a part de la sèrie Barns-Phillips inclouen el seu Trio per a piano en fa menor i la seva Tercera Sonata per a violí el 1908. Aquest últim va marcar el retorn de Barn als escenaris després d'haver-se recuperat d'una greu malaltia. L'any 1908 també va veure l'estrena de la seva Suite per a violí i piano, interpretada per un dels seus editors, Schott. El 1909, la seva obra per a violí i orquestra, Concertück, es va estrenar als concerts del Queen's Hall Promenade. Schott va publicar un arranjament per a piano d'aquesta obra un any més tard. Entre els anys 1907 i 1928, Schott va publicar almenys 35 obres compostes per Barns, entre elles Chant Elegiaque (1907), Hindoo Lament (1907), Idylle Pastorale (1909) i fins i tot Eight Pieces (1910), la col·lecció per a ús educatiu. Schott va publicar llavors la Sonata per a violí núm. 4 en sol menor, op. 24 el 1911, que havia estat estrenada per Barns l'any anterior, de nou en un concert de Barns-Phillips. El 1911 també va ser l'any en què Walter Willson Cobbett va encarregar una composició a Barns en nom de la Musician's Company. Aquesta peça va ser la Fantasia Trio per a dos violins i piano, que Barns va estrenar al costat del seu professor, Emile Sauret.
Barns va continuar component, publicant i actuant fins a finals de la dècada del 1920. El 1927 va interpretar la Cinquena Sonata per a violí. Un any més tard, va publicar tres peces més per a violí i piano.

## Obres seleccionades
Per obtenir una llista completa, vegeu les entrades d'Ethel Barns a The Norton/Grove Dictionary of Women composers i The New Grove Dictionary of Music and Musicians (citades a continuació).

### Orquestra
- Concert per a violí en la major (1904)
- L'escarpolette (1908)

### Música de cambra
- Romance (1891)
- Polonaise (1893)
- Mazurka (1894)
- Tarantella (1895)
- Chanson gracieuse (1904)
- Danse characteristique per a violí i piano (1907)[7]
- Hindoo Lament (cançó índia) (1908)[8]
- Concertück (1908)
- L'Escarpolette per a violí i piano (1908)[8]
- Humoresque (1909)
- Andante grazioso (1911)
- Fantasia Trio per a dos violins i piano, Op. 26 (encàrrec de W.W. Cobbett) (1912)
- Crépuscule (1913)
- Pierrette (1917)

### Piano
- Trio amb piano en fa menor (1904)
- 2 danses (1907)
- Valse gracieuse (1908)
- Humoreske (1910)
- Scenes villageoises (1911)
- An Impression (1912)
- Monkey Land (1916)
- 4 paisatges (1919)

### Violí
- Valse Caprice per a violí i piano (1894)
- Sonata 1 en re menor, interpretada l'any 1900
- Sonata núm. 2 en la major, op. 9 (1904)
- Sonata 3, interpretada el 1906
- Sonata núm. 4 en sol menor, op. 24 (1911)
- Sonata núm. 5 (1927)

### Vocal
- A Fancy (1892)
- Waiting for thee (1892)
- Twas Never Thus (1901)
- Remembrance (1903)
- Remember or Forget (1904)
- A Ransom (1907)
- Sleep, Weary Heart (1911)
- Berceuse (1912)
- For Thee (1914)
- Out on Deep Waters (1918)
- Idylle pastorale (1909)

### Enregistraments
La seva música ha estat gravada i publicada en diversos mitjans, com ara:
- "Recital de violí: Howick, Clare", Compositores britàniques: Ethel Smyth, Elizabeth Maconchy, Ethel Barns, Irena Regina Poldowski, Phyllis Tate. Naxos 8.572291 (2008)
  - Una gravació de La Chasse de Barns, obra per a violí i piano interpretada per Clare Howich, es pot escoltar aquí: Barns: La Chasse (pàgina 1 de 1)
- "Swing Song", Col·lecció d'obres d'Ethel Barns, interpretada per Cary Lewis (piano) i Nancy Schechter (violí). Aca Digital (2005)
- "Idylle – May Mukle " (13 d'abril de 1915) Víctor